# مارتن تشيس
مارتن تشيس (بالإنجليزية: Martin Chase)‏ هو لاعب كرة قدم أمريكية أمريكي، ولد في 19 ديسمبر 1974 في لوتون في الولايات المتحدة.

## وصلات خارجية
- مارتن تشيس على موقع مرجع كرة القدم المحترفة.كوم (الإنجليزية)